# Martha Stewart (actrice)
Martha Stewart (Bardwell (Kentucky), 7 oktober 1922 – San Fernando Valley (Californië), 17 februari 2021) was een Amerikaanse film-, televisie- en musicalactrice en zangeres. Ze was van 1946 tot 1948 getrouwd met de komiek en zanger Joe E. Lewis. Zij had met hem twee kinderen. Ze heeft één keer opgetreden op Broadway. Stewart was een aanhanger van Christian Science.
Ze werkte onder meer samen met Glenn Miller, Harry James, Claude Thornhill, Vivian Blaine, Perry Como, June Haver, Donald O'Connor, Dinah Shore en Bobby Vinton.
Ondanks geruchten van haar overlijden in 2012 in Maine, was Stewart nog steeds in leven. Ze woonde lang in Californië onder de naam Martha Shelley, met de naam van haar laatste echtgenoot. Haar zoon, muzikant David Shelley, overleed in 2015 aan kanker. Zijzelf overleed in februari 2021 op 98-jarige leeftijd.

## Filmografie
- Doll Face (1945)
- Johnny Comes Flying Home (1946)
- I Wonder Who's Kissing Her Now (1947)
- Daisy Kenyon (1947)
- Are You with It? (1948)
- Convicted (1950)
- In a Lonely Place (1950)
- Aaron Slick from Punkin Crick (1952)
- Surf Party (1964)

### Televisie
- Cavalcade of Stars - afleveringen 3 t/m 16 (1951)
- Those Two - (1952 t/m 1953)
- The Red Skelton Show - afleveringen 4 t/m 8 (1954)
- The Alfred Hitchcock Hour - aflevering "A Nice Touch" (1963)
- Our Man Higgins - aflevering "A Bunch of Forget-Me-Nots" (1963)